# Sécurité rapprochée
Sécurité rapprochée (Safe House), ou Le Refuge au Québec, est un film américain réalisé par Daniel Espinosa, sorti en 2012.
Le film suit Tobin Frost (Denzel Washington) qui est un ancien agent de la CIA reconverti dans les activités criminelles et qui vient d'obtenir des fichiers compromettants. Poursuivi par des tueurs fortement armés, il se réfugie au consulat américain du Cap. La CIA qui le recherche depuis plusieurs années, le place dans une planque gérée par l'agent Matt Weston en attendant de l'exfiltrer. Les tueurs retrouvent rapidement sa trace et lancent une attaque, tuant l'équipe de surveillance. Matt Weston réussit à s'échapper avec lui et cherche à le déplacer vers un lieu plus sécurisé, mais les assaillants n'ont pas dit leur dernier mot et Frost s'avère être plein de surprises.

## Synopsis
Au Cap, en Afrique du Sud, l'officier subalterne de la CIA, Matt Weston (Ryan Reynolds), sert de "gouvernante", un agent chargé de sécuriser et d'entretenir un refuge local de la CIA. Il est frustré par le manque d'action à son emplacement et espère déménager à Paris pour suivre sa petite amie résidente Ana (Nora Arnezeder), une jeune médecin française sur le point de commencer sa résidence.
Ailleurs au Cap, l'ancien agent de la CIA NOC devenu criminel Tobin Frost (Denzel Washington) acquiert un périphérique de stockage de données de l'officier voyou du MI6 Alec Wade (Liam Cunningham). Une équipe de mercenaires les attaque et tue Wade, forçant Frost à se rendre au consulat américain. Une équipe dirigée par l'agent vétéran de la CIA Daniel Kiefer (Robert Patrick) transfère Frost au refuge de Weston pour l'interroger. Lorsque les mercenaires, dirigés par Vargas, attaquent la planque et tuent l'équipe de Kiefer, Weston s'échappe avec Frost.
Weston contacte son superviseur, David Barlow, au siège de la CIA à Langley, en Virginie, ainsi que Catherine Linklater, l'agent chargé de l'interrogatoire de Frost, et le directeur adjoint de la CIA, Harlan Whitford, qui supervise l'opération. Linklater ordonne à Weston de rester discret et d'attendre de nouvelles instructions. Mais Frost commence à manipuler Weston, insistant sur le fait que quelqu'un au sein de la CIA a donné leur position aux mercenaires et que Weston est en danger. Barlow dit à Weston d'aller au Cape Town Stadium où il récupère un appareil GPS contenant l'emplacement d'un autre refuge, mais Frost crée une diversion et lui échappe. Lorsque Weston est détenu par la police, il est obligé de leur tirer dessus pour s'échapper.
Weston contacte Langley pour signaler l'évasion de Frost. Après avoir entendu que Weston a tiré sur la police, Linklater lui ordonne de se rendre à l'ambassade américaine la plus proche pendant que Linklater et Barlow se rendent en Afrique du Sud. Lorsque Whitford utilise une phrase, "nous le prendrons à partir d'ici", dont Frost l'a averti plus tôt, Weston décide de poursuivre Frost lui-même. Weston rencontre Ana, admet qu'il est de la CIA et la presse de retourner à Paris pour la protéger.
Weston suit Frost jusqu'à un canton de Langa, où Frost obtient des documents de voyage de Carlos Villar, un vieil ami. L'équipe de Vargas attaque à nouveau, tuant Carlos et sa famille, mais Weston aide Frost à s'échapper. Weston interroge brutalement l'un des mercenaires blessés de Vargas, qui révèle que Vargas travaille pour la CIA, qui cherche à récupérer le périphérique de stockage de Frost. Alors qu'ils pansent leurs blessures, Frost exhorte Weston à ne pas tuer d'innocents, racontant comment il a été forcé de tuer un contrôleur de la circulation aérienne alors qu'il était en mission pour dissimuler les travaux commis par la CIA.
Weston emmène Frost dans la nouvelle maison sécurisée, où Weston garde la gouvernante, Keller, sous la menace d'une arme. Keller attaque et blesse gravement Weston avant que celui-ci ne le tue. Frost révèle à Weston que l'appareil contient des preuves de corruption et de pots-de-vin impliquant la CIA, le MI6 et d'autres agences de renseignement, mis en place par le Mossad, avant de partir.
Pendant ce temps, Barlow tue Linklater et arrive au refuge où il révèle qu'il est l'employeur de Vargas. Le dossier contient des preuves incriminantes contre Barlow, qui encourage Weston à mentir sur ce qui s'est passé. Frost revient et tue l'équipe de Vargas mais est mortellement blessé par Barlow. Weston tue Barlow. Avant de mourir, Frost donne le dossier à Weston, disant qu'il est un homme meilleur que Frost.
De retour aux États-Unis, Weston rencontre le directeur Whitford, qui l'informe que les faits peu flatteurs sur la CIA doivent être retirés de son rapport, mais qu'il sera promu. Il demande à Weston l'emplacement du fichier, mais Weston nie le savoir. Whitford déclare que quiconque possède ces fichiers aura de nombreux ennemis. Weston assure à Whitford qu'il "le prendra d'ici", il serre la main de Whitford et part. Il divulgue les fichiers aux médias, incriminant le personnel de nombreuses agences de renseignement, y compris Whitford. Weston se rend à Paris et observe secrètement Ana alors qu'elle est assise avec des amis dans un café. Elle le remarque de l'autre côté de la rue et lui sourit avant qu'il ne s'éloigne.

## Fiche technique
- Titre original : Safe House
- Titre français : Sécurité rapprochée
- Titre québécois : Le Refuge
- Réalisation : Daniel Espinosa
- Scénario : David Guggenheim (en)
- Musique : Ramin Djawadi
- Décors : Brigitte Broch
- Costumes : Susan Matheson
- Photographie : Oliver Wood
- Montage : Richard Pearson
- Production]: Marc D. Evans, Trevor Macy, Adam Merims, Scott Stuber (en)
- Sociétés de production : Relativity Media, Stuber Productions, Intrepid Pictures, Moonlighting Films
- Société de distribution : Universal Pictures
- Budget : 80 millions de dollarsUS
- Pays d'origine :  États-Unis
- Langue originale : anglais
- Format : couleur - 35 mm - 2,35:1 - son Dolby Digital
- Genre : action, thriller
- Durée : 117 minutes
- Dates de sortie : 
  - Israël : 2 février 2012[1]
  - États-Unis / Canada : 10 février 2012[1]
  - France / Belgique : 22 février 2012[2]

Source : IMDb

## Distribution
- Denzel Washington (V. F. : Emmanuel Jacomy ; V. Q. : Jean-Luc Montminy) : Tobin Frost[4]
- Ryan Reynolds (V. F. : Franck Lorrain ; V. Q. : François Godin) : Matt Weston[4]
- Vera Farmiga (V. F. : Virginie Méry ; V. Q. : Anne Dorval) : Catherine Linklater[4]
- Brendan Gleeson (V. F. : Patrick Bethune ; V. Q. : Marc Bellier) : David Barlow[4]
- Sam Shepard (V. F. : Hervé Bellon ; V. Q. : Mario Desmarais) : Harlan Whitford[4]
- Rubén Blades (V. F. : Diego Asencio ; V. Q. : Manuel Tadros) : Carlos Villar[4]
- Nora Arnezeder (V. F. : elle-même ; V. Q. : Magalie Lépine-Blondeau) : Ana Moreau[4]
- Robert Patrick (V. F. : Thierry Desroses ; V. Q. : Bernard Fortin) : Daniel Kiefer[4]
- Liam Cunningham (V. F. : Marc Alfos ; V. Q. : Jacques Lavallée) : Alec Wade[4]
- Joel Kinnaman (V. F. : Benjamin Penamaria ; V. Q. : Pierre-Étienne Rouillard) : Keller[4]
- Fares Fares (V. F. : Serge Biavan) : Vargas[4]
- Sebastian Roché : Robert Heissler
- Jake McLaughlin : Miller
- Nicole Sherwann : l'assistante de Whitford
- Robert Hobbs : Morgan

Sources et légendes : Version française (V. F.) sur AlloDoublage et Version québécoise (V. Q.)

## Autour du film

### Projet de suite
En septembre 2012, Universal annonce que Davis Guggenheim est en train de travailler sur le scénario d'une suite,. Ce projet n'a, à ce jour, pas abouti.